# FIFA Museum
FIFA Museum – muzeum piłki nożnej, którego właścicielem i operatorem jest organizacja FIFA. Budynek muzeum, otwarty w lutym 2016 roku, zlokalizowany jest w centrum Zurychu, w Szwajcarii.

## Zbiory i wyposażenie
Budynek muzeum mieści ponad 3000 m² przestrzeni wystawienniczej, która jest zlokalizowana na niższych trzech poziomach wyremontowanego obiektu Haus zur Enge, dziesięciopiętrowego budynku wielofunkcyjnego mieszczącego się w dzielnicy Enge, nieopodal stacji kolejowej i należącego do FIF-y Hotelu Ascot. W budynku znajdują się także bar, bistro, kawiarnia, sklep muzealny oraz pomieszczenia konferencyjne. Na wyższych kondygnacjach mieszczą się przestrzenie biurowe i 34 luksusowe apartamenty.

## Historia
Plany utworzenia muzeum poświęconym historii światowego futbolu zlokalizowanego w Zurychu zaproponowane zostały przez prezydenta FIFY Seppa Blattera i komitet wykonawczy FIFA w 2012 roku. W kwietniu 2013 roku FIFA podpisała 40-letnią umowę najmu, budynku Haus zur Enge, z przedsiębiorstwem ubezpieczeniowym Swiss Life. Obiekt miał być rozebrany i odbudowany by mieścił muzeum. Według poprzedniej propozycji instytucja miała być zlokalizowana na terenie siedziby organizacji FIFA. Władze budowlane miasta Zurych wydały pozwolenie na budowę muzeum w listopadzie 2013 roku.
Remont obiektu Haus zur Enge rozpoczęto w 2014 roku, a zakończono w grudniu 2015 roku.
Muzeum, na które FIFA przeznaczyła 30 mln CHF, otworzono 28 lutego 2016 roku. Ceremonii otwarcia instytucji przewodniczył nowo wybrany prezydent FIF-y, Gianni Infantino.
 